# Your ears,our years

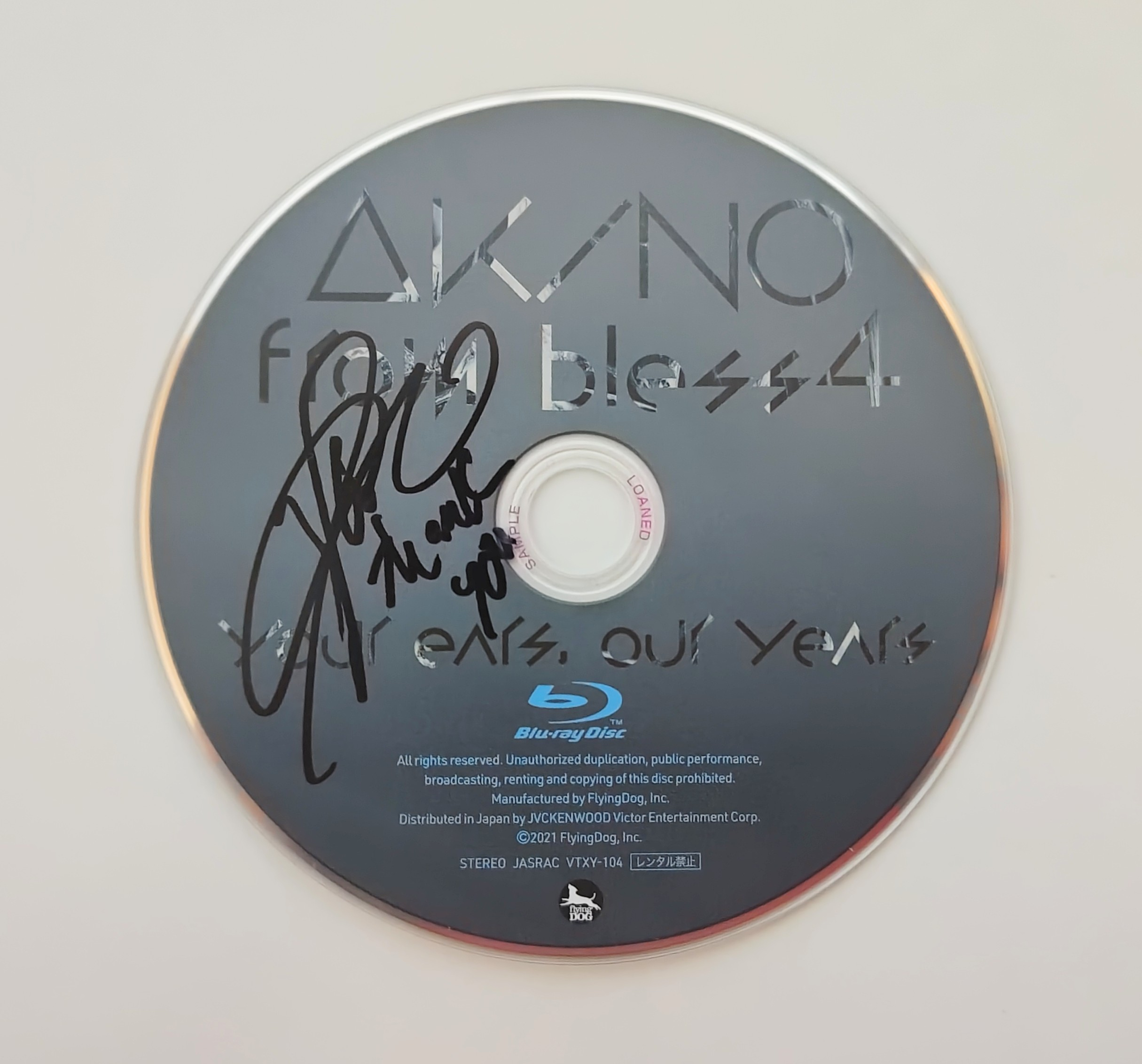
AKINOの直筆サイン入りBD
（初回盤付属品）

『your ears, our years』（ユアー・イヤーズ、アワー・イヤーズ）は、AKINO from bless4の初のベスト・アルバム。2021年3月24日にFlyingDogから発売された。

## 録音
本作用に制作されたアルバムと同タイトル「your ears, our years」は、2021年2月8日にレコーディングが行われた。自身がこれまで担当したソロ楽曲の中で、1番キーを高くしたとのこと（地声：hihiA#）。
AKINO曰く、構想は約半年前から練っていたが、楽曲が完成したのはレコーディング直前だったという。

## 音楽性／構成
本作『your ears, our years』は、自身最大のヒットシングル「創聖のアクエリオン」から、最新シングル「月明かりのMonologue」を収録している他、テレビアニメ『新世紀エヴァンゲリオン』等で有名な大森俊之が作曲を担当した「愛と絶望のイデア」や、初めて正式にAKINO with bless4名義で発表した聖悠紀原作のコミックドラマ『超人ロック ニルヴァーナ』のテーマソング「The End begins」といったマニアックな楽曲、さらに初音源化楽曲である「シラカバの光」や「Soccer Spirits」、そして完全新曲「your ears, our years」を含むレーベルを横断した全38曲の豪華な内容となっている。
AKINOのこれまでのタイアップ曲をほぼ収録しており、国内で担当したテレビアニメ関連曲は完全網羅している。
また、初回限定盤のBlu-ray Discには、これまで存在していなかった「創聖のアクエリオン」オフィシャルミュージック・ビデオが収録されている。

## リリース
本作の発売は、2020年4月27日に行われた自身初の配信ライヴ『AKINO 15th Anniversary Surprise Party』で発表された。

## プロモーション・マーケティング
2021年2月13日、『KAT-TV』（#5）にて、ソロデビュー15周年企画「AKINO15全曲総選挙」が行われた。対象タイトルは、新曲「your ears, our years」を除くアルバム収録曲全て。
| 順位 | タイトル                     | 名義                     |
| ---- | ---------------------------- | ------------------------ |
| 1位  | 創聖のアクエリオン           | AKINO from bless4        |
| 2位  | 荒野のヒース                 | AKINO from bless4        |
| 2位  | Golden Life                  | AKINO with bless4        |
| 3位  | 君の神話〜アクエリオン第二章 | AKINO with bless4        |
| 4位  | エクストラ・マジック・アワー | AKINO with bless4        |
| 5位  | 月光シンフォニア             | AKINO & AIKI from bless4 |

## アートワーク／パッケージ
アーティスト・ジャケット写真は、2021年2月17日に公開された。自身のイメージカラーである   赤を基調とした衣装を身に纏っており、デザイン・制作はAKINO自らが行なったという。制作期間は1週間半。また、初回限定盤（VTZL-181）、通常盤（VTCL-60540～60542）とではジャケット写真が異なっている。
撮影ロケ地：ZERO BLANC（木更津市）

## 評価
| 専門評論家によるレビュー        | 専門評論家によるレビュー |
| レビュー・スコア                | レビュー・スコア         |
| 出典                            | 評価                     |
| ------------------------------- | ------------------------ |
| Musicman （音楽業界情報サイト） | 肯定的                   |

Musicman（音楽業界情報サイト）は、「15周年を迎え、ヴォーカリストとしてさらに精力的な活動を続けるAKINO from bless4に益々注目だ」とコメントしている。

## ミュージック・ビデオ
2021年2月17日、ソロデビュー15周年を記念し、FlyingDogのYouTube公式チャンネルにて、1stシングル「創聖のアクエリオン」オフィシャルMV（Short Ver.）が公開された。
初めてのオフィシャルMVとなった本作では、AKINOを中心にbless4メンバーが新たな振付けダンスを披露。ダンスの振付けは実弟でありbless4メンバーのAIKI from bless4が担当しており、得意とするテコンドーで磨き抜かれたパワフルかつ流麗なダンスに仕上がっている。
撮影は2021年1月18日・19日に行われ、ロケは東京の名所を巡っている。東京駅、浅草雷門、アメ横など、都内各地を中心に10ヶ所に及ぶロケ撮影を敢行。また、ロケ地によりメンバーは様々な衣装に変化、医療従事者や小学校の先生、OLや工事作業員など、次々と移り変わるコスプレを披露している。

## ライヴ・パフォーマンス
本作の発売を記念した『15thアニバーサリーアルバム『your ears, our years』タワーレコード発売記念ミニライブ』が、2021年4月5日にタワーレコードより配信された。
「創聖のアクエリオン」の新しいダンスが披露されたほか、アルバムタイトルである新曲「your ears, our years」も初披露された。

### ライヴ内容
| セットリスト |                              |
| 01           | エクストラ・マジック・アワー |
| 02           | 海色                         |
| MC           |                              |
| 03           | ZERO ゼロ                    |
| MC           |                              |
| 04           | 創聖のアクエリオン           |
| MC           |                              |
| 05           | your ears, our years（新曲） |

by タワーレコード株式会社

## チャート
オリコンチャート（CD）では、週間ランキング最高131位だったが、音楽配信サイトmoraでは週間9位を記録した。
| チャート                 | 最高位 |
| ------------------------ | ------ |
| オリコン（CD）           | 131位  |
| mora週間ハイレゾベスト10 | 9位    |

## 収録内容
※赤字タイトルはCD初収録作品

### Disc.1
1. 創聖のアクエリオン [4:42]
  - 作詞：岩里祐穂 / 作曲・編曲：菅野よう子
  - 歌唱：AKINO from bless4
  - テレビアニメ『創聖のアクエリオン』前期OP主題歌
2. ニケ15歳 [4:46]
  - 作詞：岩里祐穂 / 作曲・編曲：菅野よう子
  - 歌唱：AKINO from bless4
  - テレビアニメ『創聖のアクエリオン』挿入歌
3. 荒野のヒース [5:39]
  - 作詞：岩里祐穂 / 作曲・編曲：菅野よう子、保刈久明
  - 歌唱：AKINO from bless4
  - テレビアニメ『創聖のアクエリオン』挿入歌
4. Go Tight! [4:39]
  - 作詞：岩里祐穂 / 作曲・編曲：菅野よう子
  - 歌唱：AKINO from bless4
  - テレビアニメ『創聖のアクエリオン』後期OPテーマ
5. プライド～嘆きの旅 [4:34]
  - 作詞：岩里祐穂 / 作曲・編曲：菅野よう子
  - 歌唱：AKINO from bless4
  - テレビアニメ『創聖のアクエリオン』挿入歌
6. Genesis of Aquarion [3:12]
  - 作詞：岩里祐穂 / 英歌詞：bless4 / 作曲・編曲：菅野よう子
  - 歌唱：AKINO from bless4
  - テレビアニメ『創聖のアクエリオン』挿入歌
7. Genesis of LOVE〜愛の起源 [4:37]
  - 作詞：岩里祐穂 / 作曲・編曲：菅野よう子
  - 歌唱：AKINO with bless4
  - 1stシングル「創聖のアクエリオン」EVOL版New Ver.
8. 素足 [4:35]
  - 作詞：岩里祐穂 / 作曲・編曲：菅野よう子
  - 歌唱：AKINO from bless4
  - OVA『創星のアクエリオン -裏切りの翼-』EDテーマ
9. パラドキシカルZOO [4:33]
  - 作詞：Gabriela Robin、岩里祐穂 / 作曲・編曲：菅野よう子
  - 歌唱：AKINO with bless4
  - テレビアニメ『アクエリオンEVOL』後期OPテーマ
10. イヴの断片 [4:56]
  - 作詞：Gabriela Robin / 作曲・編曲：菅野よう子
  - 歌唱：AKINO from bless4
  - テレビアニメ『アクエリオンEVOL』挿入歌
11. 君の神話〜アクエリオン第二章 [5:27]
  - 作詞：Gabriela Robin / 作曲・編曲：菅野よう子
  - 歌唱：AKINO with bless4
  - テレビアニメ『アクエリオンEVOL』前期OP主題歌
12. 月光シンフォニア [3:51]
  - 作詞：Gabriela Robin / 作曲・編曲：菅野よう子
  - 歌唱：AKINO & AIKI from bless4
  - テレビアニメ『アクエリオンEVOL』前期EDテーマ
13. ZERO ゼロ [4:45]
  - 作詞：岩里祐穂、Gabriela Robin / 作曲・編曲：菅野よう子
  - 歌唱：AKINO from bless4
  - テレビアニメ『アクエリオンEVOL』挿入歌

### Disc.2
1. エクストラ・マジック・アワー [4:15]
  - 作詞：藤林聖子 / 作曲・編曲：鴇沢直
  - 歌唱：AKINO with bless4
  - テレビアニメ『甘城ブリリアントパーク』OPテーマ
2. Jet Coaster Ride [4:12]
  - 作詞：KANASA / 作曲：AKASHI / 編曲：鴇沢直、AKASHI
  - 歌唱：AKINO with bless4
  - テレビアニメ『甘城ブリリアントパーク』挿入歌
3. 海色 [4:14]
  - 作詞：minatoku / 作曲・編曲：WEST GROUND
  - 歌唱：AKINO from bless4
  - テレビアニメ『艦隊これくしょん -艦これ-』OPテーマ
4. The Ghost of You [4:56]
  - 作詞：KANASA / 作曲・編曲：鴇沢直
  - 歌唱：AKINO with bless4
5. 雪のように [4:24]
  - 作詞：KANASA / 作曲・編曲：鴇沢直
  - 歌唱：AKINO with bless4
  - YouTube番組『KAT-TV』挿入歌
6. Let’s Fly [4:43]
  - 作詞：KANASA / 作曲：AKASHI / 編曲：鴇沢直
  - 歌唱：AKINO with bless4
  - YouTube番組『KAT-TV』挿入歌
7. EXTRA MAGIC HOUR -International Edition- [4:15]
  - 作詞：藤林聖子 / 英歌詞：KANASA / 作曲・編曲：鴇沢直
  - 歌唱：AKINO with bless4
  - テレビアニメ『甘城ブリリアントパーク』OPテーマ英歌詞Ver.
8. Golden Life [4:36]
  - 作詞：藤林聖子 / 作曲・編曲：鴇沢直
  - 歌唱：AKINO with bless4
  - テレビアニメ『アクティヴレイド -機動強襲室第八係-』OPテーマ
9. ドキドキするから [4:56]
  - 作詞：KANASA / 作曲：AKASHI / 編曲：鴇沢直
  - 歌唱：AKINO with bless4
  - YouTube番組『KAT-TV』挿入歌
10. cross the line [4:14]
  - 作詞：山本メーコ / 作曲・編曲：IKUO
  - 歌唱：AKINO with bless4
  - テレビアニメ『終末のイゼッタ』OPテーマ
11. I Got This [4:44]
  - 作詞：KANASA / 作曲・編曲：鴇沢直
  - 歌唱：AKINO with bless4
  - YouTube番組『KAT-TV』挿入歌
12. OVERNIGHT REVOLUTION [4:33]
  - 作詞：藤林聖子 / 作曲・編曲：鴇沢直
  - 歌唱：AKINO with bless4
  - スマートフォンゲーム『蒼空のリベラシオン』主題歌
13. 月のもう半分 [4:37]
  - 作詞：岩里祐穂 / 作曲・編曲：白戸佑輔
  - 歌唱：AIKI & AKINO from bless4
  - テレビアニメ『魔法使いの嫁』後期EDテーマ
14. 月明かりのMonologue [4:21]
  - 作詞・作曲・編曲：Motokiyo / ストリングスアレンジ：菊谷知樹
  - 歌唱：AKINO arai × AKINO from bless4
  - テレビアニメ『八男って、それはないでしょう!』EDテーマ
15. Étoile de prière [5:30]
  - 作詞・作曲・編曲：橋本一子
  - 歌唱：AKINO arai × AKINO from bless4

### Disc.3
1. Chance To Shine [5:41]
  - 作詞：菅野よう子、岩里祐穂 / 作曲：菅野よう子 / 編曲：日比野元気、中村康就、菅野よう子
  - 歌唱：AKINO from bless4
  - 日仏合作アニメ『オーバン・スターレーサーズ』OPテーマ
2. 運命の前奏曲 [3:44]
  - 作詞・作曲・編曲：堀江晶太
  - 歌唱：AKINO
  - PS Vita/Switch『戦場の円舞曲』OPテーマ
3. 愛と絶望のイデア [4:41]
  - 作詞：岩里祐穂 / 作曲・編曲：大森俊之
  - 歌唱：AKINO from bless4[注 3]
  - テレビアニメ『それが声優!』劇中劇主題歌
4. Chase the WAVE [4:07]
  - 作詞：SisA / 作曲・編曲：Tatsh
  - 歌唱：Tatsh feat. AKINO with bless4
  - アーケードゲーム『crossbeats REV.』オリジナル解禁曲
5. What Am I Fighting For [4:45]
  - 作詞：KANASA / 作曲：Haloweak / 編曲：Vanguard Sound
  - 歌唱：AKINO with bless4
  - スマートフォンゲーム『少女前線』2018年冬季イベント「特異点」テーマソング
6. シラカバの光 [4:57]
  - 作詞：夏銅子 / 作曲：Dr.RD / 編曲：G.K
  - 歌唱：AKINO with bless4[注 4]
  - スマートフォンゲーム『少女前線』2019年冬季イベント「異性体」EDテーマ
7. 運命のプロローグ [5:01]
  - 作詞：森由里子 / 作曲：海賊王 / 編曲：王族BAND、大友光悦
  - 歌唱：王族BAND, AKINO from bless4
  - 空想アニメ『クロスピース』関連曲
8. The End begins [4:35]
  - 作詞：マイクスギヤマ / 作曲・編曲：澤口和彦
  - 歌唱：AKINO with bless4
  - 真・週刊コミックTV＋『超人ロック ニルヴァーナ』テーマソング
9. Soccer Spirits [4:06]
  - 作詞・作曲：廉哲圭[注 5] / 編曲：AKASHI
  - 歌唱：AKINO with bless4
  - スマートフォンゲーム『サッカースピリッツ』OPテーマ
10. your ears, our years [4:30]
  - 作詞：KANASA / 作曲：AKASHI / 編曲：鴇沢直
  - 歌唱︰AKINO with bless4
  - ソロデビュー15周年記念テーマソング（新曲）

### Blu-ray Disc
| #         | タイトル                       | 作詞 | 作曲・編曲 | 時間 |
| --------- | ------------------------------ | ---- | ---------- | ---- |
| 1.        | 「創聖のアクエリオン」(新作MV) |      |            | 4:46 |
| 2.        | 「cross the line」             |      |            | 4:28 |
| 合計時間: | 合計時間:                      | 9:14 |            |      |

## your ears, our years - pretty edition -
『your ears, our years - pretty edition -』（ユアー・イヤーズ、アワー・イヤーズ プリティー・エディション）は、your ears, our yearsの配信限定アルバム。CDアルバム発売日と同時配信された。ディスク盤とは収録内容が異なる。
※赤字タイトルは初配信作品
| #   | タイトル                                                     | 作詞 | 作曲・編曲 | 名義                           |
| --- | ------------------------------------------------------------ | ---- | ---------- | ------------------------------ |
| 1.  | 「創聖のアクエリオン」                                       |      |            |                                |
| 2.  | 「ニケ15歳」                                                 |      |            |                                |
| 3.  | 「荒野のヒース」                                             |      |            |                                |
| 4.  | 「Go Tight!」                                                |      |            |                                |
| 5.  | 「プライド～嘆きの旅」                                       |      |            |                                |
| 6.  | 「Genesis of Aquarion」                                      |      |            |                                |
| 7.  | 「Genesis of LOVE～愛の起源」                                |      |            | AKINO with bless4              |
| 8.  | 「素足」                                                     |      |            |                                |
| 9.  | 「パラドキシカルZOO」                                        |      |            | AKINO with bless4              |
| 10. | 「イヴの断片」                                               |      |            |                                |
| 11. | 「君の神話～アクエリオン第二章」                             |      |            | AKINO with bless4              |
| 12. | 「月光シンフォニア」                                         |      |            | AKINO & AIKI form bless4       |
| 13. | 「ZERO ゼロ」                                                |      |            |                                |
| 14. | 「エクストラ・マジック・アワー」                             |      |            | AKINO with bless4              |
| 15. | 「Jet Coaster Ride」                                         |      |            | AKINO with bless4              |
| 16. | 「海色」                                                     |      |            |                                |
| 17. | 「The Ghost of You」                                         |      |            | AKINO with bless4              |
| 18. | 「雪のように」                                               |      |            | AKINO with bless4              |
| 19. | 「Let's Fly」                                                |      |            | AKINO with bless4              |
| 20. | 「EXTRA MAGIC HOUR -International Edition-」                 |      |            | AKINO with bless4              |
| 21. | 「Golden Life」                                              |      |            | AKINO with bless4              |
| 22. | 「ドキドキするから」                                         |      |            | AKINO with bless4              |
| 23. | 「cross the line」                                           |      |            | AKINO with bless4              |
| 24. | 「I Got This」                                               |      |            | AKINO with bless4              |
| 25. | 「OVERNIGHT REVOLUTION」                                     |      |            | AKINO with bless4              |
| 26. | 「月のもう半分」                                             |      |            | AIKI & AKINO form bless4       |
| 27. | 「月明かりのMonologue」                                      |      |            | AKINO arai × AKINO form bless4 |
| 28. | 「Étoile de prière」                                         |      |            | AKINO arai × AKINO form bless4 |
| 29. | 「your ears, our years」(ソロデビュー15周年記念テーマソング) |      |            | AKINO with bless4              |

## スタッフ・クレジット

### アルバム・スタッフ
- Artist Management︰川満アート・テイメント
- Mastering Engineer︰山崎和重（FLAIR）
- Executive Producer︰佐々木史朗
- A & R︰石川吉元
- Promoter︰福尾龍也
- Sales Promoter︰赤塔直美
- Art Direction & Design︰吉野磨依子
- Photography︰キセキミチコ
- Styling︰AKINO & YOSHI川満
- Hair & Makeup︰鈴木彩
- Accessories cooperation︰EGGE

### 楽曲スタッフ
「you ears, our years」
- Keyboards︰鴇沢直
- Guitars︰山崎淳
- Recording & MixingEngineer︰淺野浩伸
- Recording Coordination︰荒井成実

### MVスタッフ
「創聖のアクエリオン」
- Director︰瀧澤雅敏
- D.O.P︰小山麻美
- Lighting Director︰藤田昌樹
- Production Manager︰高安瑞大 / 沖本拓也
- Producer︰野村貴宏
- Hair & Make up︰鈴木彩 / 奥田真莉
- Styling︰AKINO
- Choreographer︰AIKI

「cross the line」
- Director & D.O.P︰野田智雄
- Lighting Director︰山盛修
- Production Designer︰小西加倫
- Production Manager︰波多野奨 / 渡邉蓉子 / 荒谷穂波
- Producer︰井之上伸也
- Hair & Make up︰鈴木彩
- Styling︰AKINO

## アルバム未収録楽曲
※記載は発表順
| タイトル                         | タイアップ                                            | 発表年 |
| -------------------------------- | ----------------------------------------------------- | ------ |
| 創聖のアクエリオン（little mix） | -                                                     | 2005年 |
| 創聖のアクエリオン お兄さまと    | リズムアクションゲーム『禁断合体オトゲリオン』搭載曲  | 2005年 |
| Just Moving On Now               | -                                                     | 2015年 |
| Irreplaceable                    | 中国フル3DCGアニメ『纳米核心 NANO CORE』第3期OPテーマ | 2017年 |

## カバー
※アルバム初収録作品のみの記述とする
運命の前奏曲
- アベル（CV：前野智昭）・ラスティン（CV：加藤和樹）・パシュ（CV：石川界人）・ニケ（CV：小野賢章）-『戦場の円舞曲 オリジナルサウンドトラック -DELUXE EDITION-』収録（2014年12月10日）

What Am I Fighting For
- Kinoko蘑菇 & 夏铜子 -『少女前线活动「雪浪映花颜」OST』収録（2023年3月31日）[注 9]

## 15周年記念コンサート
2021年4月14日、ソロデビュー15周年記念コンサート『you ears, our years』を開催。同年、5月29日にコンサート映像がオンライン配信された（ZAIKO有料配信）。2024年9月28日にはbless4スタジオでプレミアム上映が公開された。
会場：CLUB CITTA'

### スケジュール

#### 開催日時
- 開催日　2021年4月14日
- 開場　18：00 -
- 開演　18：30 -

#### チケット
- プレオーダー受付　2月27日 - 3月7日
- 一般発売　3月20日開始

### コンサート内容
| セットリスト |                                             |
| 01           | Soccer Spirits                              |
| 02           | 海色                                        |
| 03           | イヴの断片                                  |
| 04           | 君の神話〜アクエリオン第二章                |
| MC           |                                             |
| 05           | 荒野のヒース                                |
| 06           | ドキドキするから                            |
| MC           |                                             |
| 07           | 月メドレー 月光シンフォニア ～ 月のもう半分 |
| 08           | Go Tight!                                   |
| 09           | Golden Life                                 |
| MC           |                                             |
| 10           | シラカバの光                                |
| 11           | What Am I Fighting For                      |
| MC           |                                             |
| 12           | Chance To Shine                             |
| 13           | エクストラ・マジック・アワー                |
| MC           |                                             |
| 14           | GO! 勝利へ                                  |
| 15           | Let's Have A PARTY♪                         |
| MC           |                                             |
| 16           | Genesis of Aquarion                         |
| 17           | 創聖のアクエリオン                          |
| ENCORE       |                                             |
| MC           |                                             |
| 18           | you ears, our years                         |

### 参加ミュージシャン
- Guitar：瀬川千鶴
- Drums：MIZUKI
- Bass：MariC
- Keyboards：さおりん
- バンドマスター：岩瀬聡志

### バックダンサー
- AMW（Athletic Music Warriors）
- Kina　ほか

### 参加モデル
| - Satoru - Haruna - Natsuki - Akane - Bruna | - Daiki - Sana - Shun - Yuka - Yukiko |

### 美術
- HARU川満[注 10]